# George Grosz
George Grosz, właśc. Georg Ehrenfried Groß (ur. 26 lipca 1893 w Berlinie, zm. 6 lipca 1959 tamże) – niemiecko-amerykański malarz, grafik i karykaturzysta.
Krytycy zaliczają jego dzieła z lat dwudziestych do kierunku Nowej Rzeczowości (Neue Sachlichkeit). W swoich dziełach malarskich piętnował on stosunki w Republice Weimarskiej, ukazywał rozkład ówczesnego społeczeństwa niemieckiego.
Karykatury Grosza są tematycznie związane z gospodarką, polityką, przemysłem militarnym, klerem w latach 20. XX wieku. Przedstawiają mroczną stronę życia w wielkich miastach: morderstwa, perwersję, przemoc.

## Życiorys

### Dzieciństwo i młodość
Ojciec Grosza zmarł, gdy syn miał dziewięć lat. Uczęszczał do gimnazjum (Oberrealschule) w Słupsku, gdzie pobierał lekcje u nauczyciela sztuki. Już jako dziecko kopiował rysunki, będące uzupełnieniem do opowiadań przygodowo-detektywistycznych. Szczególną uwagę przywiązywał do dużej dramaturgii w ilustracjach. Z powodu konfliktu zaistniałego wokół jego osoby musiał opuścić szkołę.
W roku 1909, mimo sprzeciwu matki, rozpoczął studia na Królewskiej Akademii Sztuk Pięknych w Dreźnie. Po uzyskaniu dyplomu przeniósł się 1912 do Berlina i dzięki uzyskanemu stypendium zapisał się do szkoły rzemiosł artystycznych. W berlińskich galeriach zapoznał się z dziełami impresjonistów, jak Paul Cézanne i Vincent van Gogh, a także ówczesnej awangardy, jak Pablo Picasso, Henri Matisse i André Derain.
Zaczął szkicować z natury życie toczące się w berlińskich lokalach rozrywkowych. 1913 wyjechał po raz pierwszy do Paryża. Zapoznał się tam z satyrycznymi rysunkami Honoré Daumiera i Henri de Toulouse-Lautreca.

### I wojna światowa
Grosz zgłosił się do wojska na ochotnika, ale już w maju 1915 został zwolniony jako niezdatny do służby. Przekonał się, że „wojna jest dla mnie grozą, kalectwem i zniszczeniem”. Wzorem swojego przyjaciela, grafika i mistrza fotomontażu Johna Heartfielda, przybrał angielsko brzmiące imię George oraz słowiańskie nazwisko Grosz. Chciał tym sprowokować złość antyangielsko nastawionego mieszczaństwa. Swoje rysunki poświęcił ukazywaniu okropności wojny.
W roku 1917 Grosz został powtórnie powołany do wojska. Rzekomo miał zostać rozstrzelany za dezercję, a uratował go Harry Kessler.
Po wojnie zaczął coraz ostrzej manifestować swój lewicowy światopogląd. Wtedy stworzył duży obraz, nazwany (w nawiązaniu do Heinricha Heinego) „Niemcy. Baśń zimowa”. Pośrodku obrazu gruby, tchórzliwy niemiecki mieszczuch. Poniżej widnieją trzy „podpory społeczeństwa”: Wojsko, Kościół i Szkoła. Świat się chwieje wokół mieszczucha. Marynarz symbolizuje nadchodzącą rewolucję, prostytutka upadek tradycyjnego społeczeństwa.

### Dadaizm
Polityczne zaangażowanie po stronie lewicy nie przeszkodziło Groszowi w zainteresowaniu się dadaizmem. Grosz przybrał pseudonim Propagandada.
Zainteresował się też kubizmem i fowizmem. Oprócz tego zajął się ilustracją książkową, zamieszczał rysunki satyryczne w czasopismach, jak Simplicissimus.
1919 przystąpił do Komunistycznej Partii Niemiec, lecz po pobycie w 1922 r. w Związku Radzieckim rozczarowany zrzekł się przynależności.
Ożenił się w roku 1920 z Ewą Peter. Zamieszkał z rodziną w Berlinie-Wilmersdorf.

### Konflikty z wymiarem sprawiedliwości
Wielokrotnie skazywano go na kary grzywny za „obrazę Reichswehry” i „obrazę moralności publicznej”. Oskarżono go też o obrazę Boga, i dopiero po pięciu instancjach doczekał się uniewinnienia. Rozpoczął współpracę z Erwinem Piscatorem i Bertoltem Brechtem.

### Emigracja do Stanów Zjednoczonych

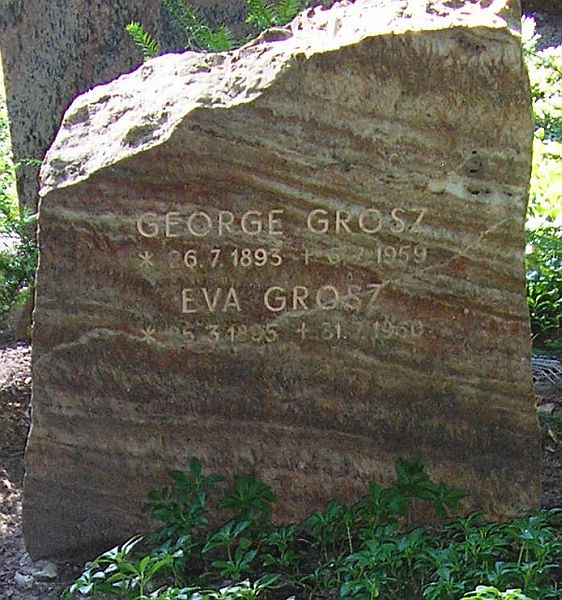
Grób George’a Grosza na cmentarzu Heerstraße, Berlin

W roku 1932 zaproponowano Groszowi wykłady w Nowym Jorku. Po czterech miesiącach powrócił do Niemiec, ale w obliczu grożącego przewrotu 12 stycznia 1933 wyjechał na stałe z Niemiec do Stanów Zjednoczonych. 8 marca 1933 został oficjalnie pozbawiony obywatelstwa niemieckiego. Część jego dzieł udało się berlińskiemu właścicielowi galerii Alfredowi Flechtheimowi wywieźć do Francji, pozostałe w Niemczech obrazy padły w roku 1937 ofiarą nagonki na „sztukę zdegenerowaną” (Entartete Kunst) i zostały zniszczone lub po niewspółmiernie niskich cenach sprzedane za granicę. Gdy Grosz dowiedział się, że znaczna część jego dzieł została spalona, przeżył załamanie nerwowe.
W Ameryce Grosz stopniowo porzucał satyryczny charakter twórczości. Malował martwe natury, akty i krajobrazy. Ubolewał nad tym, że w roku 1933 „masy proletariackie” nie sprzeciwiły się Hitlerowi. W roku 1938 otrzymał obywatelstwo Stanów Zjednoczonych. Po wojnie, w roku 1959, Grosz powrócił do Niemiec. Zdystansował się od swojej politycznej przeszłości z lat dwudziestych. Jego autobiografia nacechowana jest ironiczną goryczą.
Pozostawił dwóch synów: Petera, historyka lotnictwa (zm. 2006), i Marty’ego (ur. 1930), działającego w Stanach Zjednoczonych muzyka jazzowego.